# Régie de l'énergie du Québec
La Régie de l'énergie du Québec est un organisme de régulation économique dans le secteur de l'énergie. Créée en vertu d'une loi adoptée par l'Assemblée nationale du Québec en 1996, la Régie est notamment chargée d'approuver les tarifs et conditions de service dans les domaines du transport et de la distribution de l'électricité et du gaz naturel au Québec.

## Juridiction
Le mandat de la Régie est défini par la Loi sur la Régie de l'énergie du Québec. Elle exerce principalement sa juridiction sur Hydro-Québec, dans ses activités de transport et de distribution, ainsi que sur les distributeurs de gaz Gaz Métro et Gazifère. Les 10 distributeurs municipaux d'électricité et la coopérative électrique de Saint-Jean-Baptiste-de-Rouville sont également sujettes à la juridiction de la Régie.
Dans le cadre de son mandat, la Régie approuve les projets d'investissement de plus de 10 millions de dollars des entreprises réglementées et les contrats d'approvisionnement en électricité qu'Hydro-Québec Distribution signe avec des fournisseurs privés. En vertu d'une entente avec la Federal Energy Regulatory Commission (FERC) des États-Unis, elle supervise l'application des règles nord-américaines sur la fiabilité des réseaux de transport d'électricité et sur l'accès non discriminatoire au réseau de transport d'électricité par l'opérateur du réseau de transport de l'électricité québécois, la société TransÉnergie, une division d'Hydro-Québec.
La Régie exerce également une surveillance des prix de l'essence et de la vapeur et approuve le Plan global d'efficacité énergétique que doivent mettre en place les distributeurs énergétiques présents sur le territoire québécois, sous l'égide de l'Agence de l'efficacité énergétique du Québec.
En vertu de l'article 42 de la loi, la Régie peut donner son avis au ministre de l'Économie, de l'Innovation et de l'Énergie « sur toute question qu'il lui soumet en matière énergétique ou, de sa propre initiative, sur toute question qui relève de sa compétence »,. Au cours des dernières années, la Régie a tenu des audiences publiques et donné son avis sur le développement de l'énergie éolienne, « la sécurité énergétique des Québécois à l’égard des approvisionnements électriques et la contribution du projet du Suroît » et les modalités de service des grands consommateurs industriels d'électricité.

## Historique
La Régie de l'énergie du Québec trouve ses origines dans une longue tradition de régulation économique de l'énergie au Québec. Cette évolution débute avec la création, en 1936, de la Régie provinciale de l'électricité, qui succède à la Commission de l'électricité.

### La Régie provinciale de l'électricité (1936-1940)
La Régie provinciale de l'électricité est créée pour réglementer la production, le transport, la distribution et la vente d'électricité au Québec, en réponse au mécontentement généralisé envers les compagnies privées d'électricité, notamment la Montreal Light, Heat and Power. Ce mécontentement s'était amplifié lors de la crise économique de 1929, qui avait révélé des tarifs élevés et des pratiques monopolistiques dans le secteur.
Sous la présidence de Joseph Gingras, la Régie met en œuvre les recommandations de la Commission Lapointe. En 1938, elle ordonne une enquête approfondie sur les tarifs d'électricité, débouchant sur la publication du rapport Ellis, qui confirme les pratiques douteuses de certaines entreprises. Ces travaux de la Régie marquent une étape importante dans les débats publics sur la nationalisation de l'électricité.

### Transformations et élargissement des mandats
- 1940 : La Régie provinciale de l'électricité devient la Régie des services publics, élargissant son champ d'action pour inclure le gaz naturel[11].
- 1945 : La Régie reprend son nom initial, mais ses compétences sur le gaz sont transférées à la Régie provinciale des transports et communications[11].
- 1959 : L'organisme est renommé Régie de l'électricité et du gaz et se voit confier la régulation du gaz naturel en plus de l'électricité[11].
- 1988 : La Régie devient la Régie du gaz naturel, se concentrant exclusivement sur ce domaine, tandis que les fonctions liées à l'électricité sont progressivement intégrées à d'autres organismes[12].

### La création de la Régie de l'énergie (1997)
En 1997, la Régie de l'énergie est instituée pour unifier et moderniser la régulation des secteurs de l'énergie au Québec. Cet organisme remplace la Régie du gaz naturel et absorbe certaines responsabilités du ministère des Ressources naturelles, telles que la surveillance des prix des produits pétroliers. La Régie assume également des fonctions élargies dans le domaine de l’électricité, incluant la fixation des tarifs d’Hydro-Québec, la supervision des plans d’approvisionnement, et la gestion des plaintes des consommateurs.

## Identité visuelle (logotype)
De 1997 à 2003 la Régie utilise un logotype distinct du programme d'identification du gouvernement du Québec. Le logo adopté en 2003, par contre, en suit les lignes directrices.

Logo de 1997 à 2003.
Logo depuis 2003.

1. ↑  25 millions dans le secteur du transport d'électricité.
2. ↑  Le ministre de l'Économie, de l'Innovation et de l'Énergie exerce les responsabilités du ministre des Ressources naturelles et de la Faune depuis le 20 octobre 2022.

#### Textes officiels
- Loi sur la Régie de l'énergie du Québec, RLRQ, c. R-6.01  (lire en ligne, consulté le 26 novembre 2023)
- Régie de l'énergie du Québec, Historique de la régie de l'énergie, Gouvernement du Québec, avril 2022 (lire en ligne)

#### Articles
- Michel Duquette, « Dossier: la politique québécoise de l'énergie », L'Action Nationale, Montréal, vol. 90, no 4,‎ avril 2000, p. 83-98 (lire en ligne)
- Louis Simard, « Régulation et participation publique. L’expérience de la Régie de l’énergie du Québec (1997-2007) », Globe : revue internationale d’études québécoises,, vol. 13, no 2,‎ 2010, p. 51-74 (lire en ligne)